# Корсаковское плато
Корса́ковское плато — возвышенность в южной части острова Сахалин (Сахалинская область, Россия). На северо-востоке переходит в Сусунайский хребет (1047 м). На юго-востоке его естественной границей служит Муравьёвская низменность со множеством озёр и крупных лагун.

## Рельеф
Плато имеет слабоволнистую поверхность, которая представляет собой комплекс древних морских террас — плосковершинных увалистых гряд, вытянутых в северо-восточном направлении. Преобладающие высоты составляют 100—150 м. На востоке обособлены узкие крутосклонные гряды Мерейская (257 м) и Киминайская (472 м). У подножия плато расположен город Корсаков с террасированной жилой застройкой. Лавиносборы в этом месте сформированы эрозионными процессами со стороны моря. Климат относительно мягок и слабоконтрастен, с чертами океанического. Среднегодовая температура около +4,5 °C. Западная часть плато распахана.